# 河山站
河山站（日语：／ Kawayama eki */?）是位於山口縣岩國市美川町四馬神，屬於錦川鐵道的錦川清流線車站。

## 歷史
- 1960年（昭和35年）11月1日 - 日本國有鐵道（國鐵）岩日線開設此站，當時為終點站。
  - 當時車站位於山口縣玖珂郡美川町（日语：美川町 (山口県)）大字四馬神。
- 1963年（昭和38年）10月1日 - 此站至錦町站之間開通，此站成為中途站。
- 1971年（昭和46年）- 隨著日本鑛業河山營業所關閉，此站結束貨物業務。
- 1987年（昭和62年）
  - 4月1日 - 伴隨國鐵分割民營化，車站由西日本旅客鐵道（JR西日本）營運。
  - 7月25日 - 由錦川鐵道接管岩日線[3]。
- 2006年（平成18年）3月20日 - 隨著岩國市（第二次）成立，車站地址變成現時的地址。

## 車站構造
本站是地面車站，設有1面1線的單式月台。此站曾設有1面2線的島式月台，當時可進行列車交會。後來靠近站房的路軌與本線斷開連接，使此站無法進行列車交會。現時已停用的路軌旁仍保留臂木式號誌機和轉轍器聯鎖。
此站是無人車站，站內沒有售票處和自動售票機，僅設有候車室和廁所。月台北端和站內設有出入口。車站正面的出入口設有數十級樓梯。車內也沒有商店或自動販賣機。
現在車站靠近錦町一方的左手邊曾經設有貨物編組場，該處設有由日本鑛業河山營業所出產的硫化鐵礦石，並運送往岩國方向。在該處後方還遺留了一些路軌。

## 車站周邊
站前的廣場中設有「河山站」巴士站和自動販賣機，也設有停車場。
站前的道路為山口縣道69號德山本鄉線，該縣道沿錦川上遊（錦町站）方向前進後，會經過錦雲橋，跨越錦川，連接河流對面岸的國道187號。
- 岩國市立三川保育園[8]
- 岩国地區消防組合西消防署玖北第一出張所[8]
- 山城商工會 美川分所[8]
- 在國道187號沿線上[8][9]
  - 岩國警署河山警官駐在所
  - 岩國市政廳錦綜合分所美川分所
  - JA山口東 美川分所
  - 河山郵局
  - EDION（日语：エディオン）美川店[10]

## 巴士路線
以下所有路線都是由岩國市生活交通巴士行走（路線資料截至2017年12月），並且班次較少，年尾年頭（12月31日～1月2日）暫停服務。
「河山站」巴士站（位於站前廣場內）
美川地域內路線（錦中學前 - 錦町站 - 本鄉口 - 河山站 - 上舟津 - 南桑本町 - 小鄉町） - 除了星期三外每日行走
本鄉地域、錦中央醫院線〔（錦中央醫院前 - 柳瀨橋 -）河山站 - 上迫口 - 周防本鄉〕
豬之木屋、藤谷、天竺線（福田醫院前 - 上舟津 - 上宮之串 - 河山站 - 豬之木屋） - 除了假日外，逢星期二、六行走（1往返班次）
「下宮之串」巴士站（國道187號上，從此站向錦町站方向步行約7～10分鐘）
除了上述「河山站」巴士站停靠的路線外，還有下列2路線
西谷、東谷、立木線（福田醫院前 - 上舟津 - 下宮之串 - 柳瀨橋 - 西谷） - 除了假日外，逢星期一、三行走（1往返班次）
市原線（福田醫院前 - 上舟津 - 下宮之串 - 市原 - 周防尾崎） - 除了假日外，逢星期一、四行走（1往返班次）
「本鄉口」巴士站（國道187號上，從此站向錦町站方向步行約10～11分鐘）
除了「河山站」和「下宮之串」巴士站停靠的路線外，還有本鄉地域、錦中央醫院線和錦中央醫院前起點班次（除了假日外，星期一至五行走）

## 相鄰車站
錦川鐵道
錦川清流線
根笠－河山－柳瀨

## 注腳
1. ↑  .   [2021年4月20日]. （原始内容存档于2021年3月5日） （日语）.
2. 1 2 3 4  . 錦川鉄道.   [2017-12-25]. （原始内容存档于2018-01-15） （日语）.
3. ↑  . 鐵道雜誌 (鐵道雜誌社). 1987-07, 21 (8): 128–129 （日语）.
4. ↑  Google Inc.  (地图). Google Inc. 2017-12-25  [2017-12-25].
5. 1 2 3 4 5  Google Inc.  (地图). Google Inc. 2017-12-25  [2017-12-25].
6. ↑  . 1日1鉄！　鉄道写真家・中井精也　公式ブログ. 中井精也（鉄道写真家）. 2015-03-16  [2017-12-25]. （原始内容存档于2021-05-26） （日语）. 掲載写真画像の撮影地点「錦川鉄道／河山駅付近」
7. ↑  住田至朗. . 鐵道雜誌. Express. 2017-11-25  [2017-12-25]. （原始内容存档于2021-05-26） （日语）.
8. 1 2 3 4  Google Inc.  (地图). Google Inc. 2017-12-25  [2017-12-25].
9. ↑  . MapFan Web.   [2017-12-25]. （原始内容存档于2021-05-26） （日语）.
10. ↑  . EDION（日语：エディオン）.   [2017-12-25]. （原始内容存档于2017-12-25） （日语）.
11. ↑   (PDF). 岩國市. 2017-03-04  [2017-12-25]. （原始内容 (PDF)存档于2017-12-08） （日语）.
12. ↑   (PDF). 岩國市. 2017-03-04  [2017-12-25]. （原始内容 (PDF)存档于2017-12-22） （日语）.
13. ↑   (PDF). 岩国國市. 2017-04-01  [2017-12-25]. （原始内容 (PDF)存档于2017-12-22） （日语）.
14. ↑  . Goo地圖（日语：Goo地図）.   [2017-12-25]. （原始内容存档于2021-05-26） （日语）.
15. ↑  . Goo地図.   [2017-12-25]. （原始内容存档于2021-05-26） （日语）.
16. ↑  . Goo地圖.   [2017-12-25]. （原始内容存档于2021-05-26） （日语）.
17. ↑  . Goo地圖.   [2017-12-25]. （原始内容存档于2021-05-26） （日语）.

## 外部連結
- 錦川清流線各站介紹 河山站 （页面存档备份，存于）（日語）（錦川鐵道）